# Championnats panaméricains de tennis de table
Les Championnats panaméricains de tennis de table sont une compétition de tennis de table organisée par l'ITTF Amériques.
Ils ont lieu pour la première fois en 2017 à Carthagène des Indes. Ils se déroulent depuis chaque année.

## Titres
Sept titres sont décernés :
- simple, double et par équipes messieurs ;
- simple, double et par équipes dames ;
- double mixte.

## Palmarès
| Année Lieu                | Messieurs      | Messieurs                          | Messieurs                                                             | Dames        | Dames                           | Dames                                                                                   | Mixte                              |
| Année Lieu                | Simple         | Double                             | Équipe                                                                | Simple       | Double                          | Équipe                                                                                  | Double                             |
| ------------------------- | -------------- | ---------------------------------- | --------------------------------------------------------------------- | ------------ | ------------------------------- | --------------------------------------------------------------------------------------- | ---------------------------------- |
| 2024 San Salvador         | Hugo Calderano | Horacio Cifuentes Santiago Lorenzo | États-Unis- Kanak Jha - Jishan Liang - Nadan Naresh - Sid Naresh      | Adriana Díaz | Giulia Takahashi Laura Watanabe | Cuba- Daniela Fonseca Carrazana - Estela Crespo - Rosalba Aguiar - Karla Perez Gonzalez | Guilherme Teodoro Giulia Takahashi |
| 2023 La Havane            | Hugo Calderano | Nicolas Burgos Gustavo Gomez       | Brésil- Hugo Calderano - Vitor Ishiy - Eric Jouti - Guilherme Teodoro | Amy Wang     | Adriana Díaz Melanie Díaz       | États-Unis- Lily Zhang - Amy Wang - Rachel Sung - Sally Moyland                         | Nicolas Burgos Paulina Vega        |
| 2022 Santiago             | Hugo Calderano | Horacio Cifuentes Gaston Alto      | Brésil- Hugo Calderano - Vitor Ishiy - Eric Jouti - Guilherme Teodoro | Adriana Díaz | Amy Wang Rachel Sung            | Brésil- Bruna Takahashi - Caroline Kumahara - Laura Watanabe - Giulia Takahashi         | Vitor Ishiy Bruna Takahashi        |
| 2021 Lima                 | Hugo Calderano | Horacio Cifuentes Gaston Alto      | Brésil- Hugo Calderano - Vitor Ishiy - Eric Jouti - Gustavo Tsuboi    | Adriana Díaz | Adriana Díaz Melanie Díaz       | Brésil- Bruna Takahashi - Luca Kumahara - Jessica Yamada                                | Vitor Ishiy Bruna Takahashi        |
| 2019 Asucion              | Vitor Ishiy    | Horacio Cifuentes Gaston Alto      | Brésil- Thiago Monteiro - Vitor Ishiy - Eric Jouti - Gustavo Tsuboi   | Lily Zhang   | Lily Zhang Yue Wue              | États-Unis- Lily Zhang - Amy Wang - Crystal Wang - Yue Wue                              | Kai Zhang Lily Zhang               |
| 2018 Santiago             | Kanak Jha      | Vitor Ishiy Eric Jouti             | Brésil- Thiago Monteiro - Vitor Ishiy - Eric Jouti - Humberto Manhani | Adriana Díaz | Zhang Mo Alicia Côté            | Brésil- Bruna Takahashi - Jessica Yamada - Lin Gui - Caroline Kumahara                  | Brian Afanador Adriana Díaz        |
| 2017 Carthagène des Indes | Hugo Calderano | Vitor Ishiy Eric Jouti             | Brésil- Hugo Calderano - Thiago Monteiro - Vitor Ishiy - Eric Jouti   | Adriana Díaz | Zhang Mo Alicia Côté            | Brésil- Bruna Takahashi - Bruna Alexandre - Lin Gui                                     | Vitor Ishiy Bruna Takahashi        |

## Bilan
- Répartition des titres par nations

### Titres

#### Hommes
| Nations    | Titres | Premier | Dernier |
| ---------- | ------ | ------- | ------- |
| Brésil     | 14     | 2017    | 2022    |
| Argentine  | 3      | 2019    | 2022    |
| Etats-Unis | 2      | 2018    | 2019    |
| Porto Rico | 1      | 2018    |         |

#### Femmes
| Nations    | Titres | Premier | Dernier |
| ---------- | ------ | ------- | ------- |
| Brésil     | 7      | 2017    | 2022    |
| Porto Rico | 6      | 2017    | 2022    |
| Etats-Unis | 5      | 2019    | 2022    |
| Canada     | 2      | 2017    | 2018    |